# Dicranota praecisa
Dicranota praecisa är en tvåvingeart som beskrevs av Alexander 1938. Dicranota praecisa ingår i släktet Dicranota och familjen hårögonharkrankar. Inga underarter finns listade i Catalogue of Life.